# Lurbinectedina
Lurbinectedina es un compuesto químico derivado de la tetrahidroisoquinolina que se encuentra en fase de investigación para estudiar su eficacia como medicamento en determinados tipos de cáncer. Inicialmente fue designado como PM01183.

## Farmacología
Pertenece al grupo de los inhibidores de la enzima ARN polimerasa II, actúa reduciendo la expresión de determinados factores que favorecen el desarrollo de las células tumorales.  Está emparentado con la trabectedina.

## Medicamento huérfano
En el año 2018 la sustancia fue declarado por la FDA de Estados Unidos medicamento huérfano para el tratamiento del cáncer de pulmón de células pequeñas.
En enero de 2019, el fármaco recibió la designación como medicamento huérfano por la Agencia Europea del Medicamento (EMA) para el cáncer de pulmón microcítico.

## Ensayos clínicos
- En enero de 2019 PharmaMar tiene en fase III de investigación este fármaco con el ensayo Atlantis.[7]